# عارف سيتايوان
عارف سيتايوان (بالإندونيسية: Arif Setiawan) هو لاعب كرة قدم إندونيسي، ولد في 4 سبتمبر 1996 في آتشيه في إندونيسيا.